# سانچز (آریزونا)
سانچز (به انگلیسی: Sanchez) یک منطقهٔ مسکونی در ایالات متحده آمریکا است که در آریزونا واقع شده است. سانچز ۹۳۳ متر بالاتر از سطح دریا واقع شده است.